# 島より
「島より」（しまより）は、工藤静香の配信限定シングル。2021年12月2日にポニーキャニオンからリリースされた。表題曲はNHKラジオ第1「ラジオ深夜便」″深夜便のうた″ として、2021年12月から2022年1月まで放送された。

## 背景
シングルとしては2008年11月にリリースされた「NIGHT WING／雪傘」以来13年ぶりとなる中島みゆきが作詞、作曲を手掛け、瀬尾一三が編曲を担当した楽曲。切ない大人の恋を歌ったバラード曲となっている。中島はこの曲について、「今の静香ちゃんにぜひ歌って欲しい曲を書きました」とコメントしており、工藤は「本を読むように、受け止める側が自由に思い描くことが出来るとても素敵な曲です。この曲が皆さまの心にそっと寄り添い、穏やかな存在になれますように」と話している。
工藤は、12月7日にNHK総合にて放送された音楽番組『うたコン』に出演し本作を披露しており、12月16日に放送された「ラジオ深夜便」にもゲストとして出演している。
この曲は2022年7月20日にリリースされたセルフカバーアルバム『感受』にボーナストラックとして収録された。
また、提供した中島も2023年3月1日リリースのアルバム「世界が違って見える日」にて本曲をセルフカバーしている。

## 楽曲
1. 島より（4:24）
作詞・作曲: 中島みゆき / 編曲：瀬尾一三